# Mary Antin
Mary Antin (Polack, 13 giugno 1881 – Ramapo, 15 maggio 1949) è stata una scrittrice, attivista e politica statunitense di origine ebraica.

## Biografia
Mary Antin nacque il 13 giugno 1881 a Polack, una cittadina all'epoca facente parte dell'impero zarista. Il padre, Israel, emigrò negli Stati Uniti nel 1891 e, riuscito a raccogliere i fondi sufficienti per pagare la traversata, si fece raggiungere dal resto della famiglia tre anni dopo.
Gli Antin si stabilirono a Boston, dove Mary cominciò a frequentare la scuola, imparando velocemente l'inglese e distinguendosi nello studio.
Nel 1899, grazie all'interessamento di alcuni notabili, tradusse e pubblicò in inglese una serie di lettere originariamente scritte in Yiddish che aveva inviato allo zio e nelle quali descriveva il viaggio attraverso l'Europa e l'Atlantico per arrivare negli Stati Uniti. Con il titolo From Plotzk to Boston e con la prefazione dello scrittore e drammaturgo Israel Zangwill, le lettere vennero pubblicate nel 1899 e ottennero un discreto successo di pubblico.
Alcuni anni più tardi, Antin si dedicò alla scrittura di una completa autobiografia, la quale venne pubblicata nel 1912 con il titolo The Promised Land dalla casa editrice di Boston Houghton Miffilin. Il libro ottenne molto successo e fu uno dei best seller dell'anno.
La sua biografia la trasformò in un portavoce ideale a favore dell'immigrazione. Gruppi d'interesse di orientamento nativista facevano pressione perché il Congresso approvasse delle misure per limitare l'immigrazione negli Stati Uniti, adducendo come motivazione il fatto che troppi immigrati avrebbero finito per compromettere l'identità e i valori americani. Antin, che nella sua autobiografia mostra come invece anche gli immigrati possano diventare ferventi sostenitori di questi valori, combatté le posizioni nativiste in discorsi e interventi giornalistici. Questi ultimi vennero raccolti nel libro They Who Knock At Our Gates , pubblicato nel 1914.
Prima della pubblicazione di The Promised Land Antin aveva sposato Amadeus William Grabau, un americano di origine tedesca, professore di scienze presso la Columbia University. La coppia per un certo periodo intrattenne un'animata vita sociale ma, in seguito a divergenze di opinione in merito all'intervento americano nella prima guerra mondiale, il rapporto cominciò a mostrare segni di rottura. Persa la cattedra alla Columbia, Grabau accettò l'invito di far parte della China Geological Survey in qualità di direttore, e si trasferì a Pechino, dove rimase per il resto della sua vita.